# Ophrys cranbrookeana
Ophrys cranbrookeana är en orkidéart som beskrevs av Masters John Godfery. Ophrys cranbrookeana ingår i ofryssläktet, och familjen orkidéer.
Artens utbredningsområde är Frankrike. Inga underarter finns listade i Catalogue of Life.